# Museu Nacional de Belas-Artes (Chile)
O Museu Nacional de Belas-Artes (em castelhano: Museo Nacional de Bellas Artes, MNBA) é uma das mais importantes instituições culturais do Chile e um dos mais antigos museus de arte da América Latina. Fundado em 18 de setembro de 1880, então sob a denominação de Museu Nacional de Pinturas, ocupa desde 1910 um edifício situado no Parque Florestal, no centro de Santiago – o Palácio de Belas-Artes, projeto do arquiteto franco-chileno Emile Jéquier, erguido em comemoração ao primeiro centenário da independência do país e declarado monumento nacional desde 1976.
O MNBA conserva um patrimônio artístico composto por mais de 3000 peças, adquiridas por meio de compras, doações e premiações dos salões oficiais. Além de uma ampla seção de pinturas e esculturas chilenas, abrangendo a produção artística do país desde o período colonial, o museu conserva núcleos de arte universal, destacando-se as coleções de pinturas italianas, espanholas e flamengas, gabinete de gravuras, coleções de desenhos e fotografias e um conjunto de esculturas africanas.
Possui biblioteca especializada em artes visuais, com aproximadamente 100 000 volumes, realiza exposições temporárias e itinerantes, mantém programa educativo, com ateliês, cursos e visitas guiadas, e elabora material didático e informativo.

## História

### Antecedentes

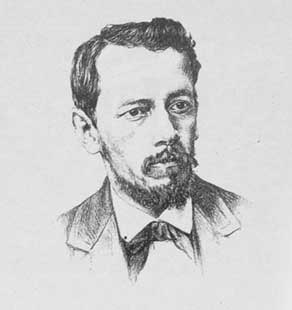
José Miguel Blanco (1839-1897), um dos pais da escultura chilena, incentivou a ideia de fundar o museu e integrou a comissão que o instituiu

Em meados do século XIX, observou-se no Chile a consolidação de um período de grande efervescência cultural, fruto de uma série de políticas governamentais inseridas no contexto de um projeto republicano de nação, visando a criação, o desenvolvimento e a difusão da cultura, das ciências e das artes no país. Esse processo histórico resultou na criação de instituições como a Universidade do Chile (1847), a Academia de Pintura (1849) e o Conservatório Nacional de Música (1850). A fundação da Academia de Pintura, em especial, tornaria premente a existência de espaços adequados para conservar e expor as obras de arte que compunham sua coleção, continuamente enriquecida tanto pelas peças incorporadas como provas para obtenção do grau acadêmico quanto pelos envios de obras a que se comprometiam os alunos agraciados com bolsas de estudo na Europa. Além disso, diretores da academia, tais como Alessandro Cicarelli, Ernesto Kirchbach e Juan Mochi, estavam obrigados, por contrato, a produzir e doar à instituição uma determinada quantia de obras ao fim de cada gestão.
Paralelamente ao crescimento da coleção da academia, outros acontecimentos contribuiriam para a existência de um ambiente favorável à criação de um museu de arte no país. É o caso da fundação, em 1867, da Sociedad Artística, por Pedro Lira e Luis Dávila Larraín, visando fomentar a produção artística nacional. Futuramente transformada em Unión Artística, a congregação construiria um edifício próprio para sediar mostras anuais, o Partenón, na Quinta Normal. Outro acontecimento importante no período foi a a primeira exposição oficial, organizada por Benjamín Vicuña Mackenna no Mercado Central, da qual participaram os primeiros alunos da Academia de Pintura, como Antonio Smith, Manuel Antonio Caro, Cosme San Martín e Onofre Jarpa.
Por fim, em novembro de 1879, o escultor José Miguel Blanco publicaria um artigo na Revista Chilena, então dirigida por Diego Barros Arana e Miguel Luis Amunátegui, onde propunha a criação de um museu de belas-artes, nos moldes daqueles existentes na Europa. Com o apoio do general Marcos Maturana, Blanco conseguiu despertar o interesse do governo chileno, que decidiu estabelecer, por meio de decreto de Manuel García de la Huerta, então Ministro da Justiça e Instrução Pública, uma comissão para a criação do museu já no ano seguinte.

### Inauguração e primeiros anos

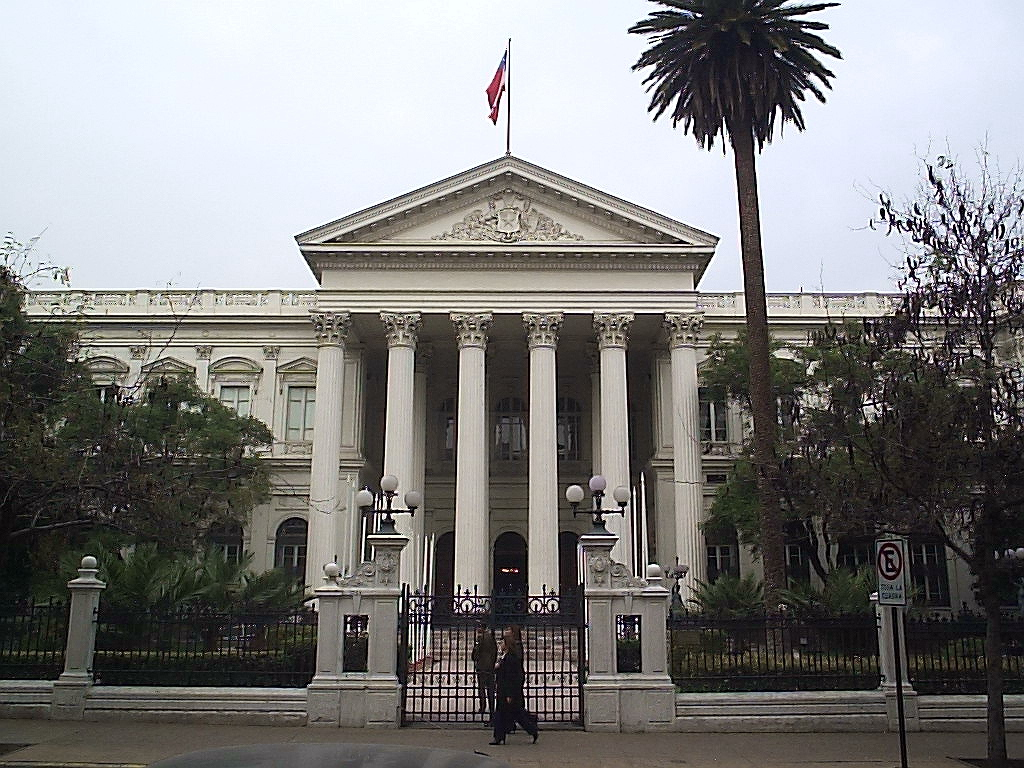
Antigo edifício do Congresso Nacional do Chile, primeira-sede do museu

O Museu Nacional de Belas-Artes foi inaugurado em 18 de setembro de 1880, sob o nome de Museu Nacional de Pinturas, com a presença do presidente Aníbal Pinto. Contava, na ocasião, com um conjunto de 140 pinturas de artistas chilenos e estrangeiros, além de cópias de obras consagradas da arte ocidental. Esse acervo inicial consistia em peças transferidas do Palácio de La Moneda, da Municipalidad de Santiago, da Biblioteca Nacional e da Universidade do Chile, entre outras instituições públicas. Juan Mochi, então à frente da Academia de Pintura, foi nomeado como primeiro diretor da instituição. Nos seus primeiros sete anos de existência, o museu funcionaria, de forma precária, nas dependências do antigo Congresso Nacional. Nessa primeira fase, teria uma existência quase anônima, funcionando somente aos domingos, após o meio-dia.
Em 1887, em função da dificuldade em compatibilizar as atividades legislativas do Congresso Nacional e as exposição de obras de arte, o governo adquiriu o edifício da Unión Artística, o Partenón da Quinta Normal, para abrigar o museu. A instituição, já renomeada Museu Nacional de Belas-Artes, foi transferida para o novo espaço, passando a ser administrada por uma nova comissão diretora. A nova gestão criou o Salão Oficial, aberto à participação de artistas nacionais e de estrangeiros radicados no Chile, que passou a ser realizado anualmente, no mês de novembro. Até 1897, no entanto, o acesso do público ao museu permaneceria restrito ao perído em que eram realizados os salões, permanecendo fechado no restante do ano. Essa situação só seria alterada durante a gestão do pintor Enrique Lynch, quando o museu passou a abrir diariamente.
Não obstante, desde cedo o diretor criticaria as condições de trabalho que lhe eram impostas, em especial as instalações inadequadas, a falta de recursos e de funcionários. A escassez do espaço obrigava a instituição a transferir as peças para outras edificações quando da realização dos salões oficiais, expondo-as ao risco de deterioração, e a seção de cópias permanecia guardada nos depósitos, devido à inexistência de locais para exibi-las.

### Nova sede

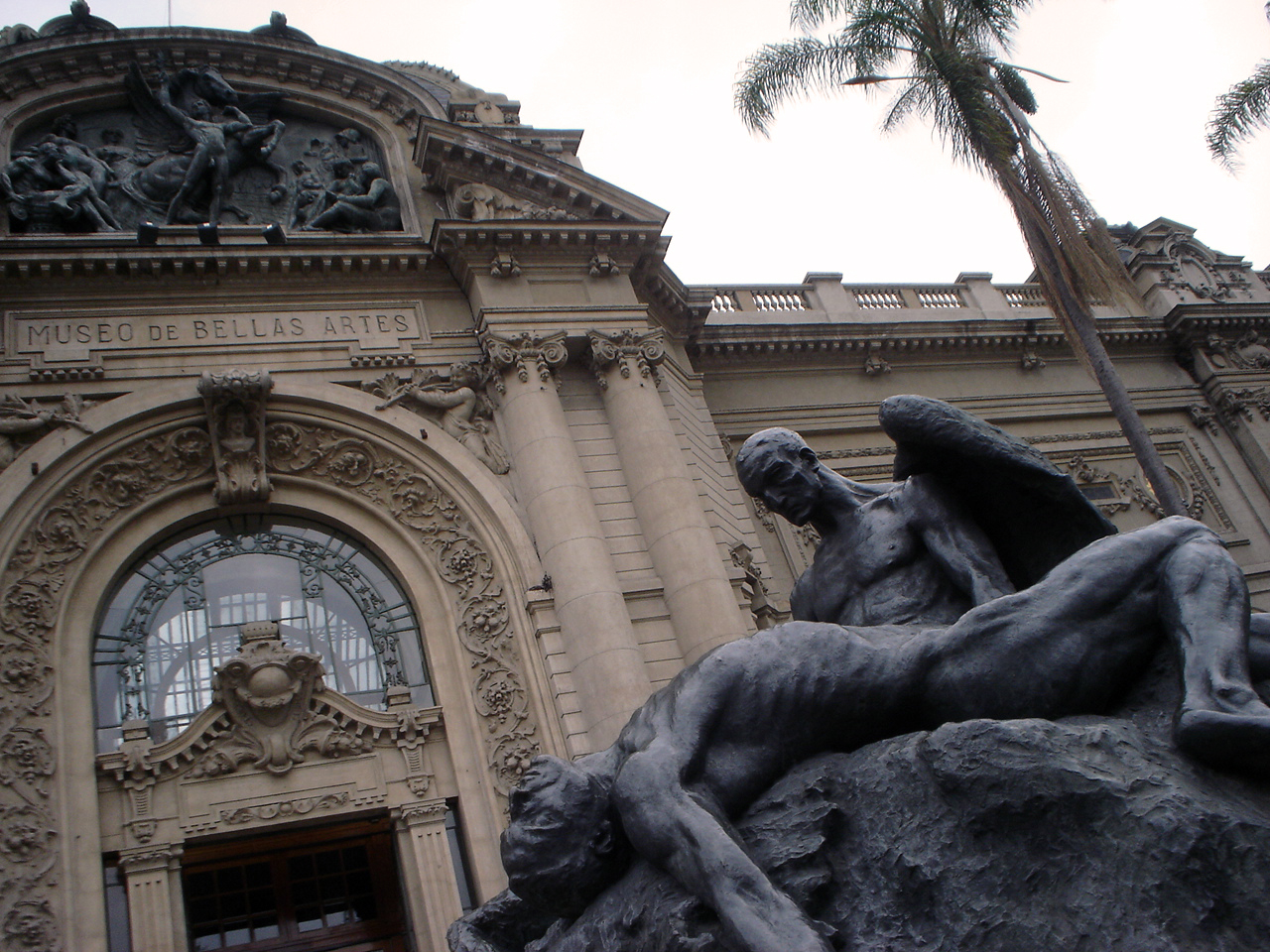
Vista parcial da fachada do Palácio de Belas-Artes

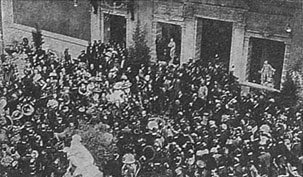
Inauguração do palácio em 1910

Não apenas o museu sofria com a exigüidade de espaço. A Escola de Belas-Artes, sucessora da Academia de Pintura, situada em edifício inadequado em um bairro distante do centro, passava pelo mesmo problema. Dessa forma, em abril de 1902, o Ministério da Instrução Pública nomeou uma comissão com o objetivo de preparar um concurso para a construção de um novo edifício que servisse de abrigo às duas instituições. A princípio, a comissão selecionou um terreno próximo ao Cerro Santa Lucía para construir o edifício, mas a escolha foi vetada pela Municipalidad, que tinha a intenção de construir no local uma praça (atual Plaza Vicuña Mackenna). Como alternativa, cogitou-se a compra do Palacio Urmeneta, mas sua aquisição foi rejeitada pelo Congresso Nacional. Finalmente, em 1904, o intendente Enrique Cousiño, con a colaboração de Alberto Mackenna, conseguiu disponibilizar à comissão um terreno baldio de 24.000 metros quadrados, surgido em consequência da canalização do Rio Mapocho.
Em maio de 1905, a comissão escolheu o projeto elaborado pelo arquiteto franco-chileno Emile Jéquier. Em estilo neoclássico, com detalhes próprios do estilo art nouveau, o projeto da fachada e da organização interna remetia ao Petit Palais de Paris. A decisão governamental de construir o edifício, denominado Palácio de Belas-Artes, decorria também da necessidade de comemorar o primeiro centenário da independência com um símbolo permanente. À medida que avançava a construção do palácio, o museu convidou diversos países a disponibilizar obras de arte com vistas à realização de uma grande exposição de arte internacional. O número de obras enviadas superou as expectativas, de forma que foram tomadas algumas medidas visando ampliar a área expositiva, como a opção por utilizar painéis móveis e a habilitação dos ateliês no edifício anexo da Escola de Belas-Artes (atual sede do Museu de Arte Contemporânea).
A inauguração do Palácio de Belas-Artes ocorreu em 21 de setembro de 1910, com a presença do presidente Emiliano Figueroa Larraín e de José Figueroa Alcorta, presidente da Argentina. A exposição, tida como o evento mais importante das celebrações do centenário, contava com 1.741 obras em sua seção internacional, entre pinturas, esculturas, desenhos e aquarelas de artistas da Alemanha, Áustria, Bélgica, França, Inglaterra, Espanha, Holanda, Itália, Portugal, Estados Unidos, Argentina e Brasil. A seção nacional contava com 252 obras.

### Deterioração do edifício, empecilhos institucionais

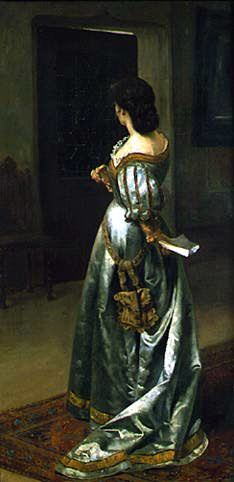
Pedro Lira - Carta de amor. A obra pertenceu à coleção Luis Álvarez Urquieta, adquirida pelo museu em 1939

Com o museu já instalado na nova sede, o diretor Enrique Lynch buscou distribuir as obras de forma harmônica. No grande hall, instalou as esculturas originais de mármore e bronze, além da coleção de cópias de esculturas antigas. Na ala sul do piso térreo, reuniu as pinturas originais e reservou uma sala para as cópias. As peças adquiridas durante a exposição do centenário foram colocadas no segundo andar, sendo complementadas pela coleção de pintura europeia do museu. Nas salas da ala norte situavam-se os núcleos de arte chilena, além das peças doadas por Marcos Maturana e por Eusebio Lillo. O museu registraria uma ampla visitação nos anos que se sucederam à inauguração do Palácio de Belas-Artes. Em 1913, por exemplo, contabilizou mais de 28 mil visitantes. Os problemas, no entanto, começaram a surgir quase que imediatamente, uma vez que o palácio havia sido inaugurado sem estar totalmente concluído e muitos trabalhos haviam sido mal realizados, em função da pressa em entregar o edifício em tempo hábil para as comemorações do centenário.
Uma visita surpresa feita pelo presidente da república ao museu em dezembro de 1915 lhe permitiu comprovar o precário estado em que se encontravam as recém-inauguradas instalações. Informou então ao diretor sua intenção em conceder ao museu os fundos necessários para as reparações, mas a verba só foi liberada em 1922, quando o museu já se encontrava sob a direção de Pedro Prado. No fim da década de 1920, uma importante reforma administrativa vinculou a instituição juridicamente à Direção de Bibliotecas, Arquivos e Museus, situação que se mantém até hoje. Entretanto, a falta crônica de recursos conduziria a instituição a uma rotina muito próxima da inércia. A consolidação de uma política cultural tornava-se inviável em função das constantes mudanças administrativas: após a longa gestão de Enrique Lynch (1897-1918), o museu teria seis diretores em uma única década.
Em 1930, o museu celebrou seu cinquentenário, organizando uma grande exposição de arte chilena, com base na coleção de Luis Álvarez Urquieta (posteriormente adquirida pelo museu) e doações de particulares, nomeadamente as de Santiago Ossa e Carlos Cousiño. Mas precárias condições de funcionamento da instituição demonstravam um claro arrefecimento do ímpeto inicial que havia levado à sua criação. Um artigo publicado na Revista de Arte de la Facultad de Bellas Artes de la Universidad de Chile em 1938 afirmava que "o museu permanece mais tempo com suas portas fechadas do que aberto ao público, e talvez seja o único caso de museu no mundo que fecha ao meio-dia.". Em 1940, o pintor Julio Ortiz de Zárate, então diretor do museu, reclamava da absoluta ausência de recursos para aquisição de peças e para a produção de catálogos. Assinalava, ademais, que a ausência de um ateliê de restauração ocasionava o risco de deterioração do patrimônio artístico.
Em 1946, Luis Vargas Rosas assume a direção do museu, permanecendo no cargo até 1970. Sua longa gestão se depararia com problemas semelhantes às das anteriores, logrando, entretanto, alguns feitos importantes. Em 1953, pela primeira vez, o museu ultrapassou a marca de cem mil visitantes, um recorde certamente incentivado pela retrospectiva do pintor Juan Francisco González, em comemoração ao centenário de seu nascimento. Mas a deterioração do espaço físico do museu e a falta de recursos financeiros causariam seu gradual isolamento do circuito cultural e a substituição de seu protagonismo por outras instituições mais bem amparadas. A grande exposição De Cézanne a Miró, organizada no fim da década de 1960 com o apoio do Museu de Arte Moderna de Nova Iorque e visitada por mais de 200 mil pessoas, por exemplo, foi sediada no Museu de Arte Contemporânea.

### Reestruturação, regime militar e o terremoto de 1985
Em 1969, Nemesio Antúnez assumiu a direção do museu, dando início imediato à sua reestruturação. Uma das iniciativas mais importantes foi a construção da Sala Matta no subsolo do Palácio de Belas-Artes, com uma superfície contínua de 600 metros quadrados, adequada para as exposições temporárias. Preocupou-se também em estabelecer uma agenda fixa de eventos culturais: somente no ano de 1971, por exemplo, realizaram-no no museu 38 mostras, muitas de elevada qualidade artística, como aquelas dedicadas ao escultor Alexander Calder e à pintura argentina. Neste ano, pela segunda vez na história, o museu ultrapassou a marca de 100 mil visitantes, registrando um influxo de 166 mil pessoas.
Visando a difusão do patrimônio artístico do museu, Nemesio iniciou o programa Ojo con el arte difundido pelo Canal 13 da Universidade Católica e buscou intensificar o serviço de orientação escolar criado 1965, convidando artistas consagrados para guiar os visitantes, nomeadamente a escultora Laura Rodig. Também incorporou outras atividades à oferta cultural regular, abrindo espaço para espetáculos de música, dança, cinema e teatro, buscando reformular o museu como um centro cultural integrador das diversas artes, de maior apelo popular e preocupado com a a formação de público. Com o golpe de estado de 11 de setembro de 1973, Nemesio deixou o cargo.
Entre 1974 e 1978, o museu esteve sob o comando da escultora Lily Garafulic. Sua gestão foi marcada pela queda do nível de atividade do museu e pela recusa de diversos artistas a expor no edifício, em função da perda da institucionalidade democrática. Esse contexto histórico ocasionou uma queda abrupta no número de visitantes: pouco mais de 30 mil pessoas em 1975. Algumas alternativas pontuais para a recuperação institucional do museu foram propostas pela iniciativa privada. A Colocadora Nacional de Valores, por exemplo, passou a patrocinar, a partir de 1976, os concursos anuais de pintura, escultura e artes gráficas. Também com apoio privado, o museu reformou o Auditório José Miguel Blanco e a Sala Chile. Exposições como Bauhaus (1977) e El Oro del Perú (1978) ajudaram a incrementar o número de visitantes.
Em 1978, Nena Ossa assumiu a direção, buscando dar continuidade à readequação do espaço físico. Em 1979, com subvenção da Municipalidad, reformou-se o Anfiteatro Griego. No ano seguinte, foram reformadas as salas de exposição do segundo piso e, em 1981, com recursos privados, o museu inaugurou uma sala audiovisual. Não obstante, a instituição continuou a ser bastante criticada por amplos setores do ambiente artístico, por refletir uma agenda institucional vinculada ao regime militar. A censura a que eram submetidas algumas obras de arte de caráter emblemático e a decisão de mudar o nome da Sala Matta (em função do posicionamento político de Roberto Matta, crítico do regime) foram fatores que aumentaram o distanciamento entre o museu e a comunidade artística.
O devastador sismo de março de 1985 provocou enormes danos ao edifício. A avaliação dos engenheiros feita após o episódio concluiu que era necessário reforçar estruturalmente o edifício como primeira medida e fechá-lo ao público enquanto se realizavam as obras de reforma. Os trabalhos de reforço da estrutura e impermeabilização dos muros duraram três anos. O museu foi reaberto em setembro de 1988. Para ajudar a financiar as obras de reconstrução, foi criada a Fundación de Bellas Artes, com o propósito de captar recursos junto à iniciativa privada. Posteriormente, a fundação passaria a ter como objetivo o financiamento de exposições temporárias.

### Da redemocratização aos dias de hoje

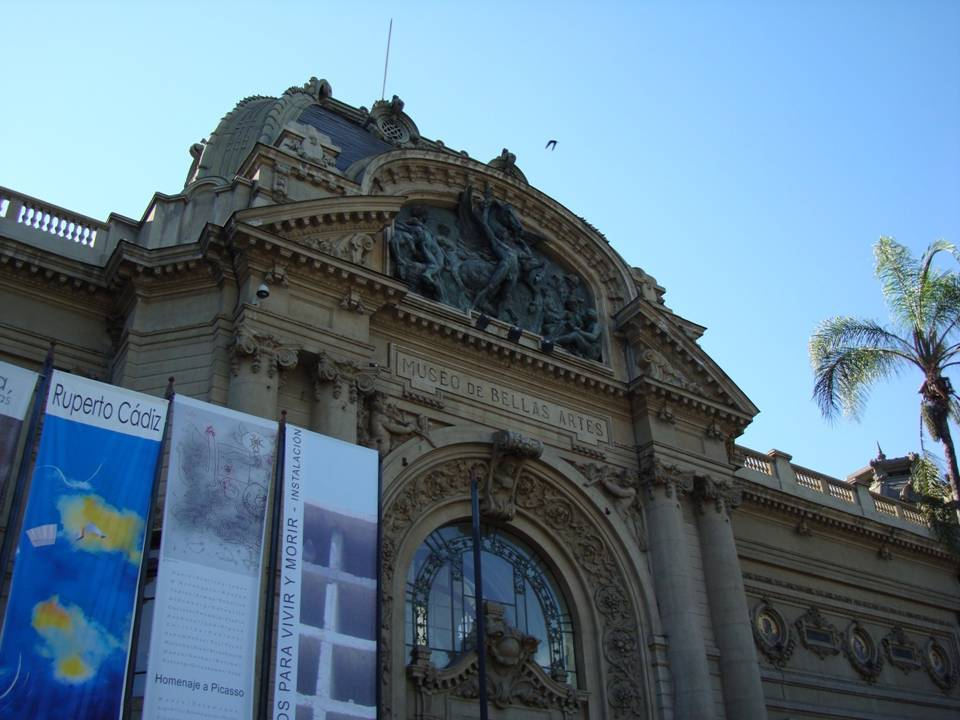
Detalhe da fachada, com o frontão de Guillermo Córdova

No começo da década de 1990, após a redemocratização, diversas instituições culturais chilenas passaram a fomentar iniciativas que iam de encontro aos anseios populares de recuperação de valores cívicos e do modo de organização da sociedade. Ao mesmo tempo, a comunidade artística ansiava por desempenhar uma função mais ativa no período histórico que se iniciava. Nesse contexto, o retorno de Nemesio Antúnez à direção do museu seria bastante significativo. Buscando realizar uma atividade que simbolizasse o "reencontro" do Estado com a comunidade artística, sem censuras, pré-condições ou restrições de quaisquer naturezas, Nemesio organizou a grande exposição "Museo Abierto". O evento reuniu 140 pintores, 60 escultores, 100 gravuristas, 30 fotógrafos, 15 desenhistas, 6 artistas têxteis, 6 instaladores, 25 videoartistas e 15 cineastas, além de 14 críticos de arte e acadêmicos convidados para elaborar o catálogo.
Nemesio também buscou recuperar a atuação do museu nos moldes dos centros culturais. Reservou o Anfiteatro Griego para apresentação de peças de teatro e recitais musicais. O salão central converteu-se em espaço para apresentações de espetáculos de dança e o Auditorio José Miguel Blanco passou a abrigar festivais de vídeo, performances, seminários e conferências. Organizaram-se também encontros de artistas e intelectuais, destacando-se o Foro Internacional, organizado pela Fundação Salvador Allende em setembro de 1990. O programa televiso Ojo con el arte foi reativado. O aumento qualitativo e quantitativo das atividades ajudaram a reinserir o museu no circuito artístico internacional. As muitas exposições internacionais sediadas no período tiveram grande importância para obtenção de uma "imagem corporativa" sólida, com o consequente resgate do interesse da comunidade artística e acadêmica e grande impacto junto ao público. Destacaram-se mostras como Jóias da Coroa Britânica (1990), De Manet a Chagall (1992, com obras do acervo do MASP), Museu da Solidariedade Salvador Allende (1992), Antoni Clavé (1992), Fernando de Szyszlo (1992).
A Lei de Doações Culturais, aprovada em 1991, facilitou a colaboração do setor privado, cujos recursos seriam canalizados por meio da Fundación de Bellas Artes e da Associação de Amigos do Museu. Buscou-se adaptar as salas de exposição às normas museológicas internacionais de conservação e segurança. No que tange à difusão artística, destacou-se uma importante doação de equipamentos televisivos profissionais feita pelo Japão. O museu também ampliou sua capacidade editorial, visando atender o interesse em apoiar às exposições temporárias, difundir seu patrimônio artístico e orientar o público.

## O edifício

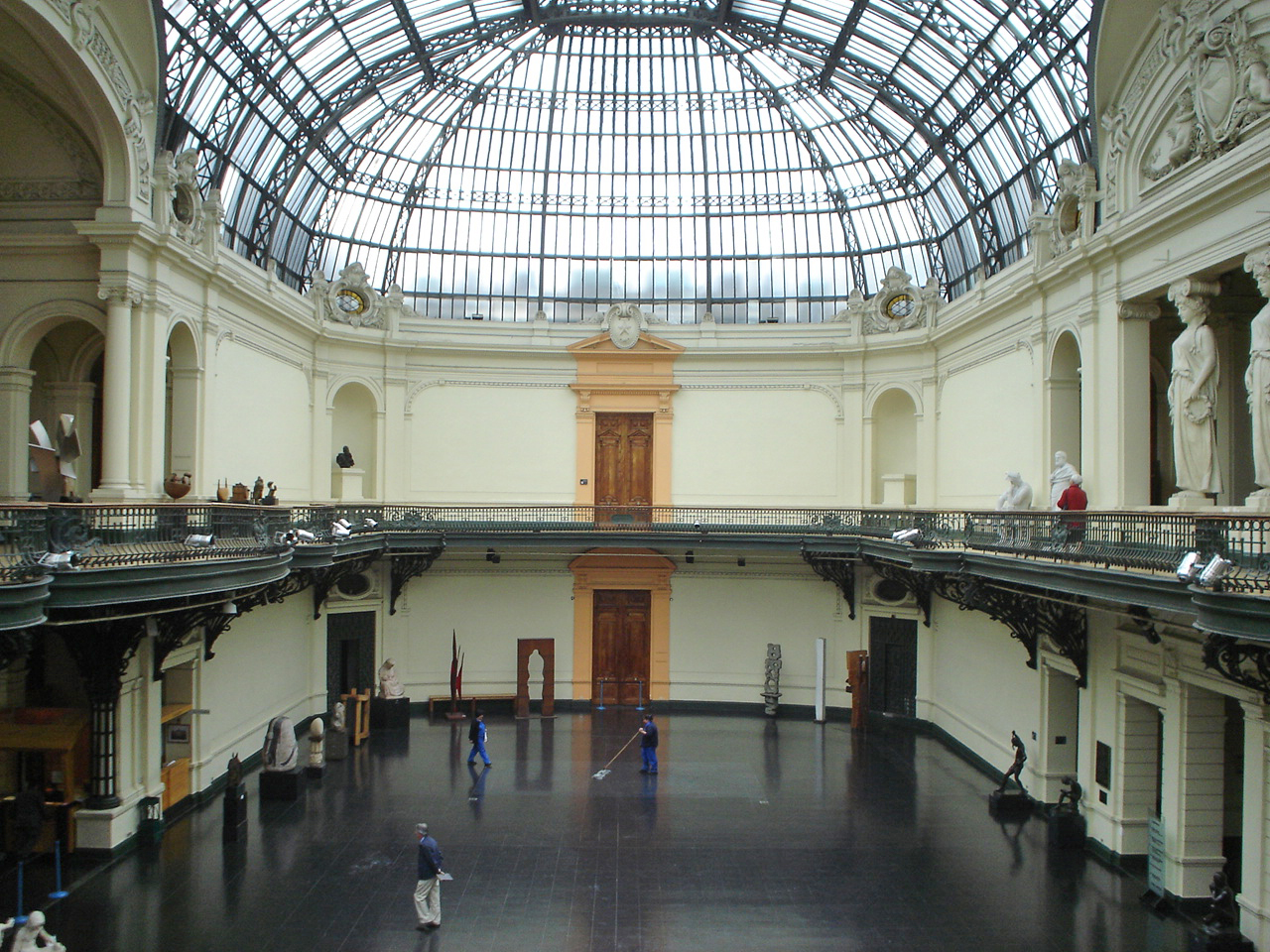
Salão do palácio, com a cúpula vidrada e as cariátides de Antonio Coll y Pi

Projetado pelo arquiteto franco-chileno Emile Jecquier, em colaboração com Mauricio Aubert e Enrique Grossín, o Palácio de Belas-Artes serve de sede ao museu desde sua inauguração, em 1910. Segue o estilo neoclássico, com detalhes em estilo art nouveau e estruturas de metal, influência da amplamente difundida arquitetura metálica do século XIX. A fachada e a organização interna do edifício são inspiradas no partido arquitetônico do Petit Palais de Paris.
O edifício apresenta um eixo central demarcado pela porta de entrada e pela escadaria do grande hall, que conduz ao andar superior. O Salão é o espaço mais importante do edifício, distribuindo e ordenando o livre fluxo de visitantes. Concebido como uma "estufa", visando permitir o máximo de ingresso de luz natural, é coroado por uma grande cúpula de vidro, com armação metálica importada da Bélgica, pesando 115 toneladas. Sobre o balcão do segundo andar, há um alto-relevo representando dois anjos sustentando um escudo. Duas cariátides esculpidas por Antonio Coll y Pi também decoram o balcão.
Atravessando a imponente fachada, há duas grandes colunas, visualmente reforçadas por “nervuras” de metal, que se prolongam a partir da base, culminando efusivamente no teto do primeiro andar. Essa decoração metálica encontra-se ao longo de todo o espaço, como forma de abrandar a geometria do estilo neoclássico e, ao mesmo tempo, refletir o estilo art nouveau, em voga na Europa do começo do século XX. A entrada de cada sala é marcada pela presença de duas pilastras dóricas que culminam na parte superior em um frontão liso.
Na fachada principal, o auto-relevo do frontão ficou a cargo do escultor Guillermo Córdova, seguindo o tema proposto por Jecquier, isto é, uma alegoria às belas-artes. O friso é decorado com medalhões de mosaico de cerâmica, representando diversos arquitetos, pintores e escultores de grande relevância para a arte universal. São contidos por molduras demarcadas por consoles na parte superior, das quais pendem motivos decorativos em grinalda. No espaço entre as colunas embutidas, a arquitrave e o bisel decorativo, em ambos os lados, há um menino sustentando folhas e ramos de louro.

## Acervo

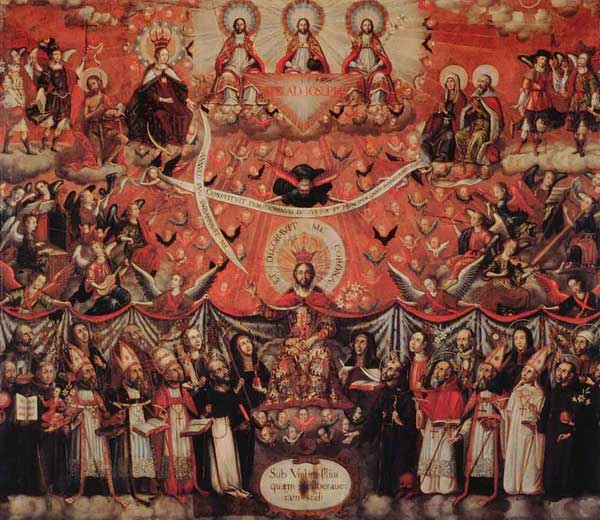
Gaspar Miguel de Berrío - Patrocínio de São José, 1744

O acervo do Museu Nacional de Belas-Artes é composto por mais de 3000 obras, entre pinturas, esculturas, desenhos e gravuras. A coleção remonta a meados do século XIX, quando começou a ser formada no âmbito da Academia de Pintura, sendo gradualmente enriquecida através de doações e aquisições. Abrange, majoritariamente, a história da arte chilena, do período colonial aos dias de hoje, contando com um grande número de obras-primas dos principais autores nacionais e de estrangeiros radicados no país. O museu também conserva uma seção de arte internacional, onde predominam obras das escolas latinas da Europa ocidental, sobretudo França, Espanha e Itália. Fora do âmbito ocidental, destaca-se um conjunto de kakemonos e estampas japonesas, ademais de um pequeno núcleo de esculturas africanas.

### Arte andina e do Chile
No segmento referente à arte colonial, sobressai a temática religiosa, subordinada aos intentos de evangelização e difusão do cristianismo no Novo Mundo. A produção do período é marcada pelo sincretismo entre as tradições pré-hispânicas e a cultura europeia, culminando, no século XVIII, na chamada escola mestiça, de características comuns à toda zona andina. Encontra-se representada, no acervo do museu, pelas obras de Melchor Pérez de Holguín e Gaspar Miguel de Berrío, da escola de Potosí, Bolívia, e pelos relevos em madeira atribuídos ao Mestre de San Roque. Dos artistas viajantes do século XIX, responsáveis por introduzir o neoclassicismo e o romantismo na produção artística local, destacam-se o peruano José Gil de Castro, o inglês Charles Wood Taylor, o francês Raymond Monvoisin e o alemão Johann Moritz Rugendas.
O academicismo chileno, fortemente influenciado por artistas estrangeiros (Alessandro Cicarelli, Ernesto Kirchbach, Juan Mochi) evolui na segunda metade do século XIX rumo à consolidação de uma escola mais "nativa" (Cosme San Martín). Os retratos pictóricos (Francisco Mandiola, Manuel Thomson, Pedro Lira) e os nus femininos (Alfredo Valenzuela Puelma, Julio Fossa Calderón, Ezequiel Plaza, Virginio Arias) estão amplamente representados no acervo. A pintura de paisagem, a princípio imbuída de significado histórico e expressão naturalista (Thomas Somerscales, Onofre Jarpa), busca, nas primeiras décadas do século XX, uma autonomia plástica, visando captar a dimensão poética, luminosa e simbólica dos locais retratados (Alfredo Helsby, Alberto Valenzuela Llanos, Agustín Abarca).
Os movimentos de vanguarda do século XX tem como ponto de partida, na coleção, o óleo Denudos de Henriette Petit, marcado pela estética cubista. A consolidação do modernismo é representada pelas obras de Luis Vargas Rosas, Pablo Buchard, Camilo Mori e Nemesio Antúnez, sobressaindo a figura de Roberto Matta. Entre os contemporâneos, destacam-se Sergio González-Tornero, Matilde Pérez, Ramón Vergara Grez e Rodolfo Opazo, entre outros.

### Arte internacional

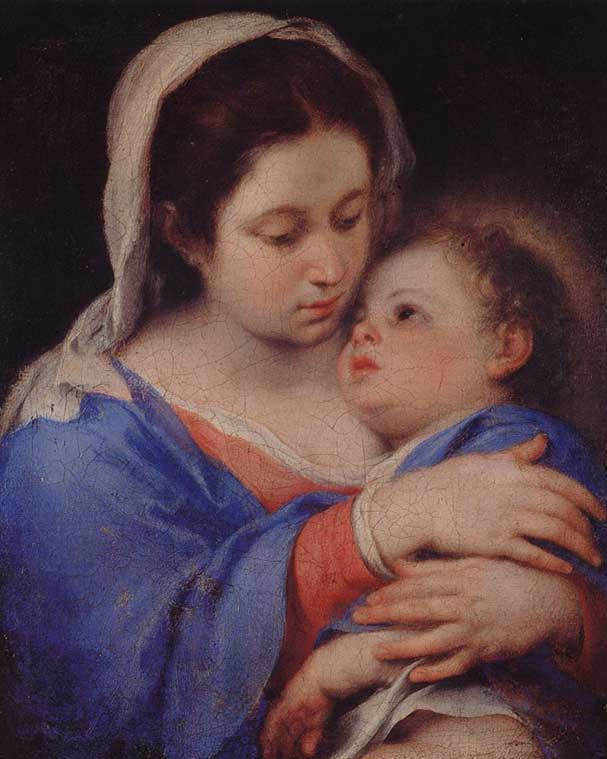
Bartolomé Esteban Murillo - Virgem com o Menino, século XVII

A coleção de arte espanhola é composta majoritariamente por pinturas executadas entre o século XVII e as primeiras décadas do século XX. Os painéis da Anunciação, do ateliê de Joan Reixac, são as peças mais antigas, datando do século XV. Destacam-se Francisco de Zurbarán e Bartolomé Esteban Murillo, entre os autores do século de ouro, Francisco Bayeu na pintura setecentista, e Jenaro Pérez Villaamil, Marià Fortuny, Francisco Pradilla, Joaquín Sorolla e Ignacio Zuloaga, dentre os autores do século XIX.
O núcleo de arte italiana é composto por aproximadamente 60 pinturas, a grande maioria realizada entre meados do século XIX e o começo do XX (Pietro Gabrini, Giovanni Boldini). Dos períodos anteriores, destacam-se Menino Jesus, perdido e achado no Templo de Matteo Perez d'Aleccio, o Retrato da família Belluomini de Stefano Tofanelli e outras obras de Gerolamo Bassano, Mattia Preti, Annibale Carracci, etc. O museu também conserva o Códice Bonola, uma coleção de 131 desenhos de artistas italianos e do norte da Europa, compilados no século XVII pelo pintor Giorgio Bonola di Corconio.
Há um número razoável de pinturas barrocas flamengas e holandesas, destacando-se autores como Peter Paul Rubens, Jacob Jordaens, Cornelis de Vos, Aelbert Cuyp, Jan Wildens, Meindert Hobbema e Adriaen van Ostade. Na escola francesa, destacam-se as paisagens de Camille Corot, Charles-François Daubigny e Camille Pissarro e esculturas de Auguste Rodin e Antoine Bourdelle. No núcleo de arte moderna ocidental, sobressaem Yves Tanguy, André Breton, Otto Dix, Hans Arp, Wilfredo Lam, Rufino Tamayo e Antoni Tàpies.
O museu conserva uma pequena coleção de 15 estatuetas provenientes da África subsaariana, documentando manifestações artísticas de grupos étnicos como os senufôs e iourés, ademais de uma coleção de 46 kakemonos (rolos pintados, a tinta ou aquarela), doados pela embaixada chinesa, e 27 estampas japonesas.

## Galeria

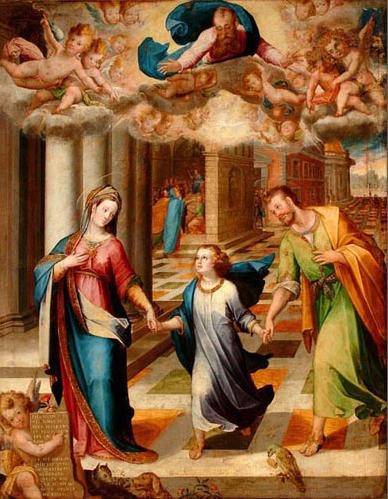
Matteo Perez d'Aleccio. Menino Jesus perdido e achado no templo, fim do século XVI ou início do XVII.
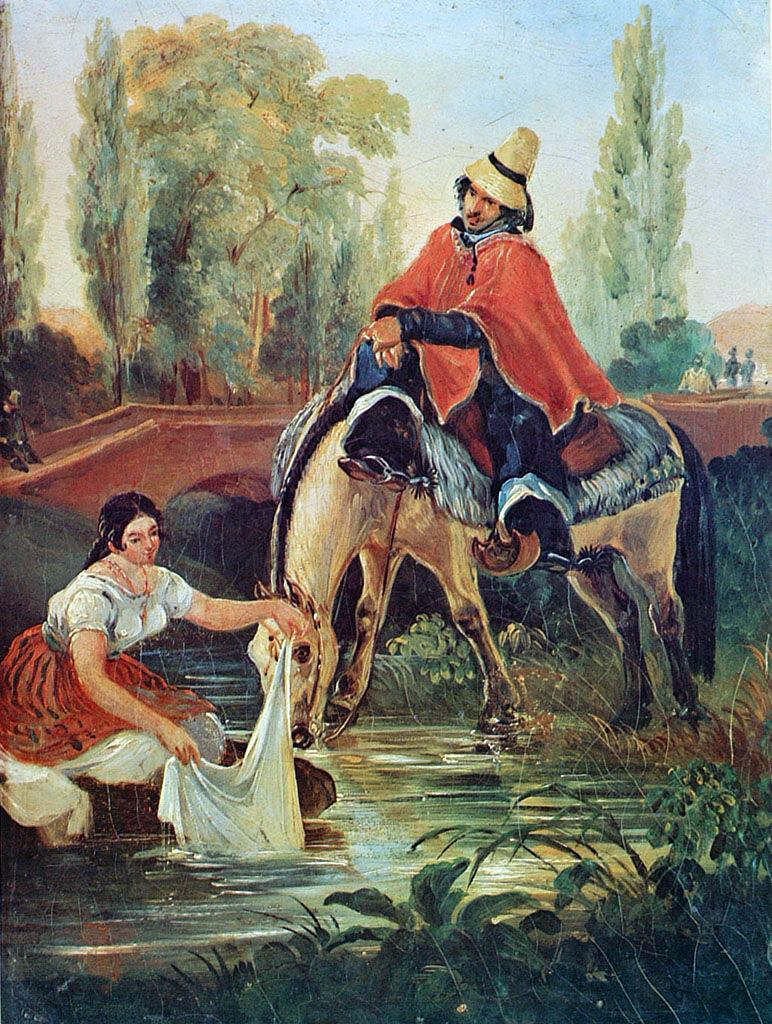
Johann Moritz Rugendas. Huaso e lavadeira, século XIX.
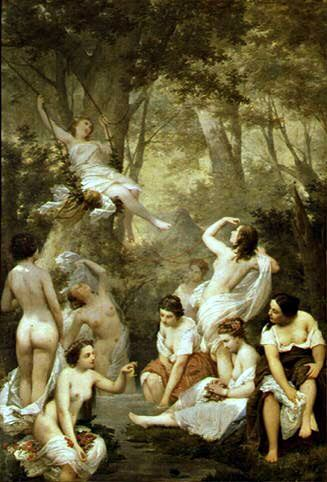
Raymond Monvoisin. Ninfas no banho, século XIX.
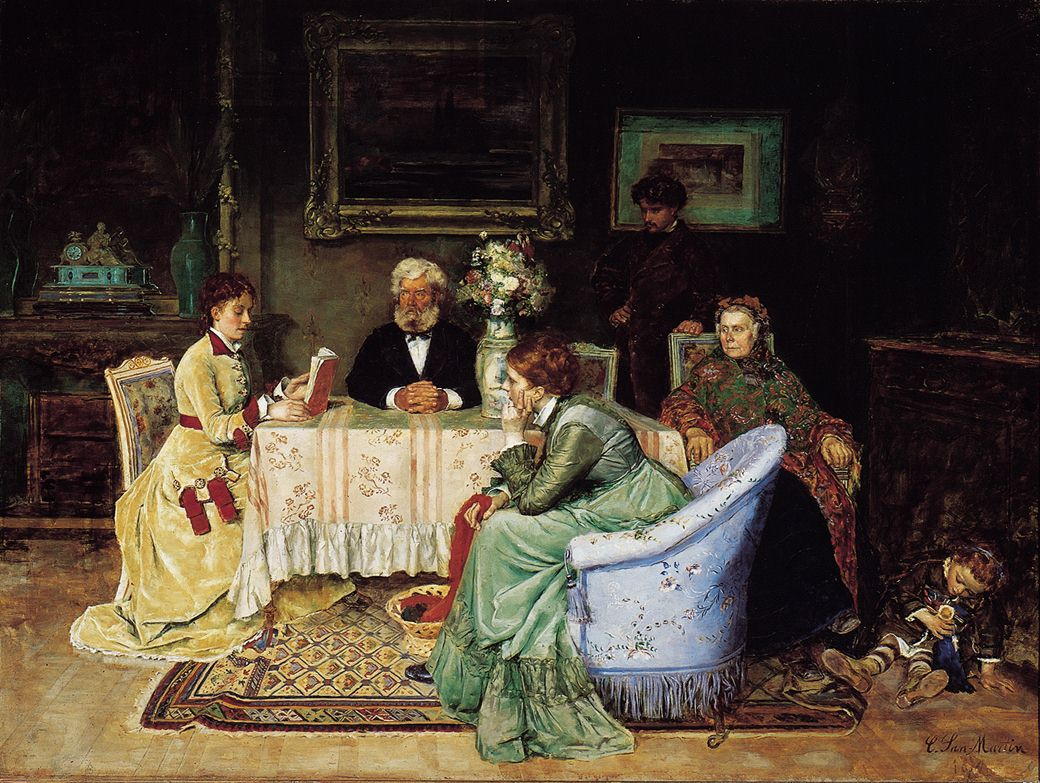
Cosme San Martín. A leitura, 1874.
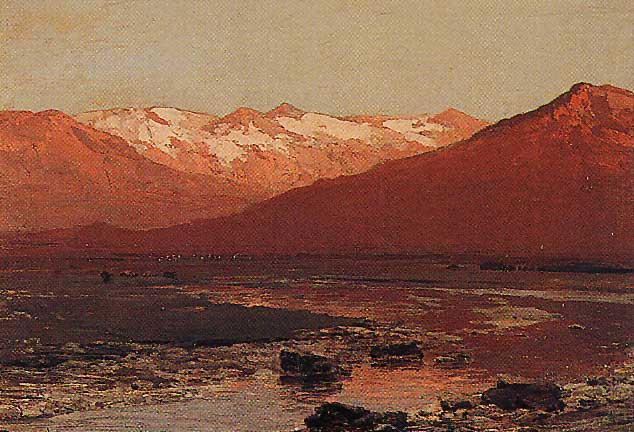
Thomas Somercasales. Paisagem em vermelho, 1888.
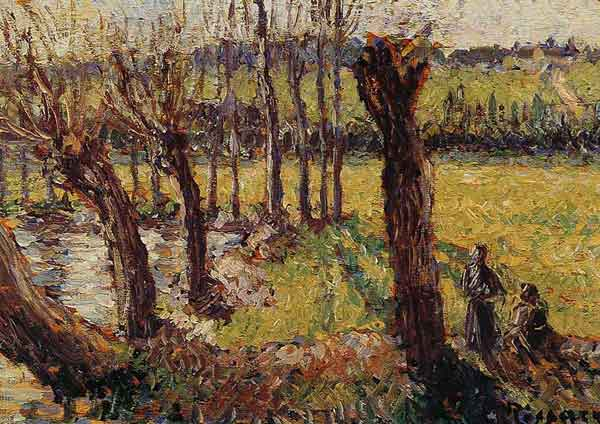
Camille Pissarro. Salgueiros no inverno, 1891.
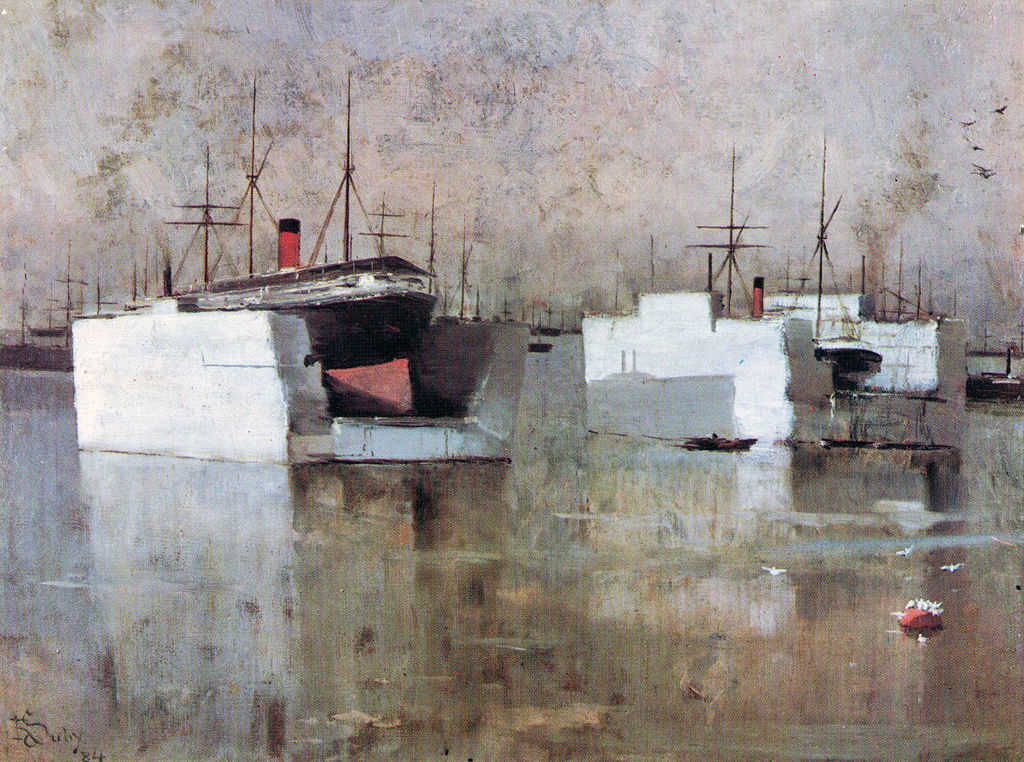
Ramón Subercaseaux Vicuña. Diques de Valparaíso, 1884.
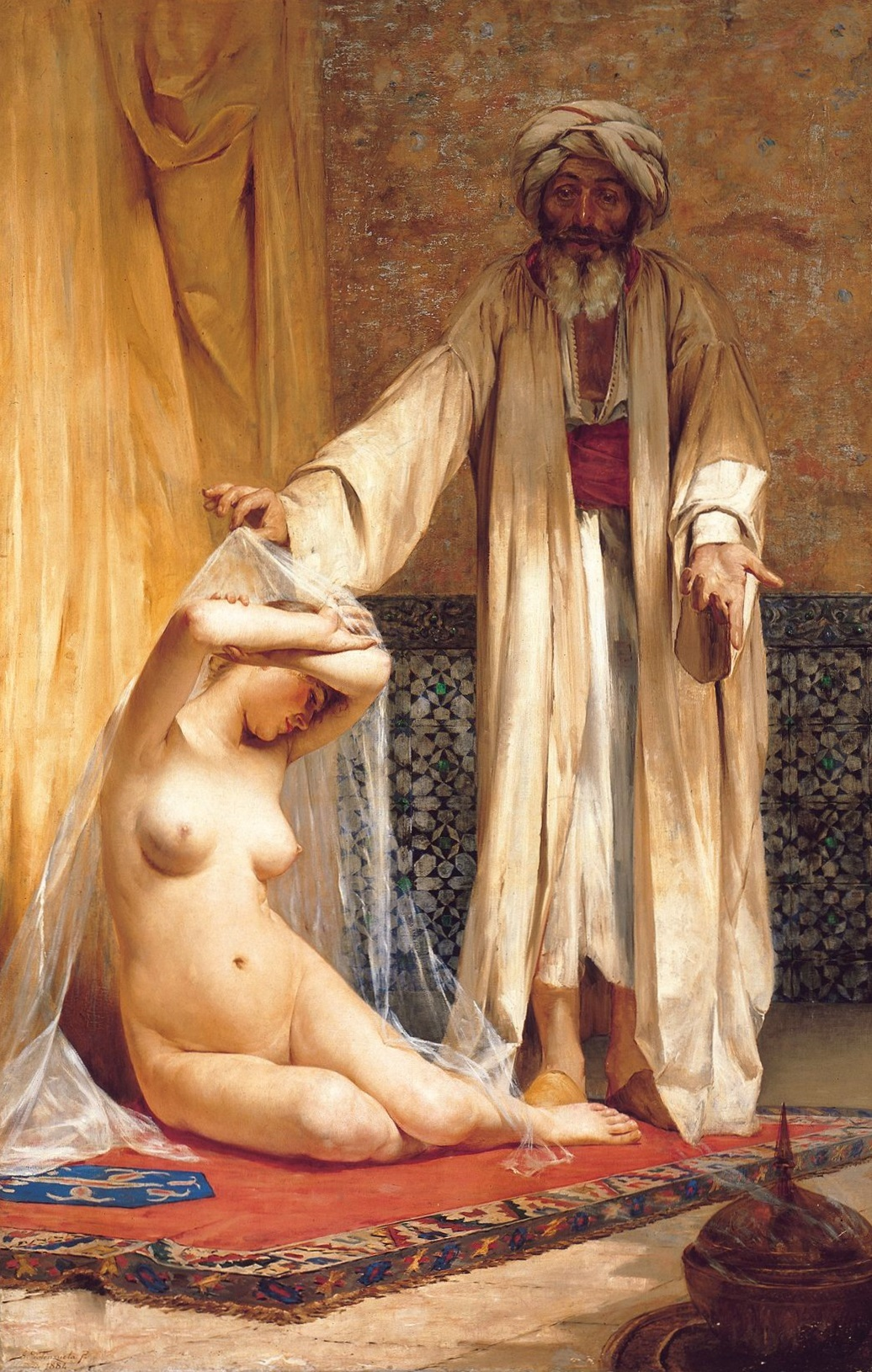
Alfredo Valenzuela Puelma. A pérola do mercador, 1884.